# 自衛 (ポーランド)
自衛（じえい、Samoobrona、正式名称：Samoobrona Rzeczpospolitej Polskiej（ポーランド共和国自衛）、略称 : SRP）は、ポーランドの政党である。党首はアンジェイ・レッペル（Andrzej Lepper、1992年～2011年）。

## 歴史
起源は農業労働組合「自衛」で、1992年6月12日に政党として発足した。2000年1月17日には現在の正式名称である「ポーランド共和国自衛」に改称している。
発足後、1993年及び1997年の選挙では議席獲得にはいたらなかったが、2001年の選挙では失業者や年金受給者、労働者の支持を集め、一気に第3党へと躍進した。その後、与党の民主左翼連合が内部分裂を起こし求心力が失われていくのを背景に、自衛はその支持をのばし、次の選挙でも56議席を獲得、2006年5月からは「法と正義」やポーランド家族同盟とともに連立政権を組んだ。
しかし2006年12月、党首アンジェイ・レッペル（当時・副首相）のスキャンダルが発覚し、また2007年7月にはレッペルが汚職に関与した疑いで副首相を解任されたことから、8月には連立政権も解消。こうした中で自衛は急速に国民の支持を失っていった。同年に行われた議会選挙では、得票率が議席獲得に最低限必要である5％に達せず、セイムにおける全議席を失った。

## 政策
一般には極右政党であると言われている。また人民主義政党とも称される。
元は農業労働組合であったことから農業政策に力を入れている。また弱者救済をスローガンに掲げている。議会での演壇封鎖、街頭デモ、党員の過激な発言、公共施設占拠など、過激な行動が目立つ。EUの統合プロセスやイラク派兵などには反対を表明してきたが、他の政党との協力関係から議会では反対してこなかった。

## 選挙結果

### 議会選挙
1993年ポーランド議会選挙
- セイム：0議席（得票率 2.78%）

1997年ポーランド議会選挙
- セイム：0議席（得票率 0.08%）

2001年ポーランド議会選挙
- セイム：53議席獲得（得票率 10.2%）、第3党
- セナト：2議席獲得、第4党

2005年ポーランド議会選挙
- セイム：56議席獲得（得票率 11.4%）、第3党
- セナト：3議席獲得、第4党

2007年ポーランド議会選挙
- セイム：0議席（得票率 1.53%）

### 欧州議会選挙
2004年欧州議会議員選挙
- 6議席獲得（得票率 10%）、ポーランドでは第4党

2009年欧州議会議員選挙
- 0議席（得票率 1.49%）、議席を得るために最低限必要な5％に達せず